# Quim Masferrer i Cabra
Joaquim Masferrer i Cabra, mais conhecido como Quim Masferrer, (Sant Feliu de Buixalleu, 22 de junho de 1971) é um ator e diretor de teatro, roteirista e apresentador de televisão catalão. Colaborou e apresentou diferentes programas de televisão e rádio dentro das emissoras TV3, RAC 1 e Catalunya Ràdio. Por estes trabalhos, ganhou diferentes prêmios a nível nacional. É também fundador do grupo Teatre de Guerrilla.

## Carreira
Masferrer fundou em 1998 a companhia teatral Teatre de Guerrilla. Masferrer é o diretor e autor de todos os espetáculos da companhia. Dirigiu e protagonizou programas de televisão e rádio nas emissoras catalãs TV3, RAC 1 e Catalunya Ràdio e participou ativamente em outros programas juntamente com Albert Om (El club, TVC) e Sílvia Cóppulo (El secret, Catalunya Ràdio), entre outros. Na temporada 2005/2006, participou o programa Caçadors de bolets, da TVC.
Em 2006, protagonizou o programa de humor Villaguerrilla, emitido pela TVC, juntamente com os demais integrantes o grupo Teatre de Guerrilla, Carles Xuriguera e Rafel Faixedas. Além disso, foi o roteirista e apresentador da cerimônia dos III Premis Gaudí.
Em 25 de setembro de 2013, estreou o programa El foraster, em que o ator explora seu processo de descoberta de pequenos povoados da Catalunha. O conceito foi extraído do programa dinamarquês Comedy on the Edge. Na companhia de Ana Boadas, Masferrer apresentou a programação de réveillon da TV3 na virada de 2014, voltando a fazê-lo na virada de 2018 com Ruth Jiménez.
Em 2014, apresentou com Mònica Terribas o teleton da TV3 contra doenças cardíacas Voltou a participar da edição de 2022 com Helena Garcia Melero, Ariadna Oltra, Agnès Marques e Eloi Vila, em campanha dedicada às doenças cardiovasculares.

## Vida pessoal
O apresentador da TV3 teve uma filha em 2015 com a jornalista Xantal Llavina.

## Trabalhos realizados

### Teatro
| Ano  | Peça                  | Função                |
| ---- | --------------------- | --------------------- |
| 1991 | Si et sents buit      | Autor, diretor e ator |
| 1993 | El procés del progrés | Autor, diretor e ator |
| 1995 | Destemps              | Ator                  |
| 1997 | La moderna            | Autor, diretor e ator |
| 1998 | Teatre Total          | Autor, diretor e ator |
| 1999 | Som i serem           | Autor, diretor e ator |
| 2000 | El directe            | Autor, diretor e ator |
| 2003 | EEUUROPA              | Autor e diretor       |
| 2006 | Somos lo que somos    | Autor, diretor e ator |
| 2008 | FUM                   | Autor, diretor e ator |
| 2009 | HUMO                  | Autor, diretor e ator |
| 2010 | El Xarlatan           | Autor, diretor e ator |
| 2011 | El Charlatán          | Autor, diretor e ator |
| 2012 | TEMPS                 | Autor, diretor e ator |
| 2018 | BONA GENT             | Autor, diretor e ator |
| 2020 | MOLTES GRÀCIES        | Criador e ator        |

### Televisão
| Ano  | Programa                    | Função                   | Canal |
| ---- | --------------------------- | ------------------------ | ----- |
| 2000 | Càsting                     | Apresentador             | TV3   |
| 2000 | Festa de la Pau             | Apresentador             | TV3   |
| 2000 | Sarau del 2000              | Apresentador             | TV3   |
| 2000 | Romans a la catalana        | Colaborador              | TV3   |
| 2001 | Fent Amics                  | Apresentador             | TV3   |
| 2001 | John Wayne, les pel·lícules | Apresentador             | TV3   |
| 2002 | Set de Nit                  | Participação             | TV3   |
| 2004 | El club                     | Colaborador              | TV3   |
| 2005 | Caçadors de bolets          | Apresentador             | TV3   |
| 2006 | Villaguerrilla              | Apresentador             | TV3   |
| 2007 | Can Fanga                   | Participação             | TV3   |
| 2011 | Premis Gaudí de 2011        | Roteirista e presentador |       |
| 2013 | El foraster                 | Apresentador             | TV3   |
| 2014 | La Marató de TV3            | Apresentador             | TV3   |
| 2017 | Programação de réveillon    | Apresentador             | TV3   |
| 2019 | La Marató de TV3            | Apresentador             | TV3   |

## Prêmios e reconhecimentos
| Ano  | Prêmio                                                         | Trabalho premiado                      | Origem do prêmio                                           |
| ---- | -------------------------------------------------------------- | -------------------------------------- | ---------------------------------------------------------- |
| 1999 | Premio do público Sant Miquel                                  | Teatre Total                           | Feira de Teatro no Carrer de Tàrrega                       |
| 2000 | Prêmio de melhor espetáculo                                    | Som i Serem                            | XXVI Premi Ciutat de Terrassa                              |
| 2000 | Prêmio de melhor ator                                          | Som i Serem                            | XXVI Premi Ciutat de Terrassa                              |
| 2000 | Prêmio de apresentações teatrais                               | Teatre Total                           | IV Mostra de Teatro Breve de Barcelona                     |
| 2000 | Prêmio da Institução das Letras Catalãs                        | Teatre Total                           | Institução das Letras Catalãs                              |
| 2000 | Prêmio revelação da temporada 1999-2000 da Crítica barcelonina | Som i Serem, Teatre Total i El Directe | Crítica teatral de Barcelona                               |
| 2001 | Prêmio Mosques de la Informació                                | Programas televisivos                  | Colégio de Jornalistas de Girona                           |
| 2002 | Prêmios ARC                                                    | Trilogia do Teatre de Guerrilla        | Associação de Agentes e Promotores da ARC                  |
| 2013 | Prêmio popular do público                                      | TEMPS                                  | Associação dos Expectadores de Teatro de Montcada i Reixac |
| 2014 | Prêmio 'Guardó 1924' de melhor programa televisivo             | El foraster                            | Ràdio Associació de Catalunya                              |

## Linksexternos
- Website oficial do Teatre de Guerrilla Arquivado em 2014-01-12 no Wayback Machine
- Caçadors de bolets
- Villaguerrilla Arquivado em 2014-02-27 no Wayback Machine
- El foraster